# Ознаки та симптоми

Ознаки (збільшення печінки та селезінки) та симптоми (зокрема головний біль і блювання) гострої ВІЛ-інфекції

Ознаки та симптоми — це ознаки, які спостерігаються або виявляються, а також симптоми хвороби, травми чи певного стану. Ознаки об'єктивні і помітні зовні. Симптоми — суб'єктивні переживання пацієнта. Ознакою, наприклад, може бути вища або нижча температура тіла, ніж здорова, підвищений або знижений артеріальний тиск або відхилення від норми, що видно під час медичного обстеження. Симптом — це те незвичайне, що відчуває людина, наприклад відчуття гарячки, головний біль або інший біль чи ломота в тілі.

## Ознаки та симптоми

### Ознаки
Медична ознака — це об'єктивний видимий показник захворювання, травми або аномального фізіологічного стану, який можна виявити під час фізичного огляду, вивчення історії пацієнта або діагностичної процедури. Ці ознаки можуть бути видимими, як-от висип або синці чи виявлені іншими способами, наприклад, за допомогою стетоскопа та тонометра. Медичні ознаки разом із симптомами допомагають у відтворенні діагностичної картини. Прикладами симптомів є підвищення кров'яного тиску, лущення нігтів на руках або ногах, хитка хода, вікова рогівкова дуга очей (здебільшого, зустрічається у осіб з порушеннями ліпідного метаболізму).
Життєво важливі ознаки — це чотири показники, за якими можна негайно визначити загальний рівень діяльності організму та стан здоров'я. Це температура, серцебиття, частота дихання й артеріальний тиск. Розбіг цих вимірювань залежить від віку, ваги, статі та загального стану здоров'я.

#### Показання (медицина)
Ознака відрізняється від «показань» — активність умов, що «вказують на», а не навпаки (тобто, це не засіб, «що вказує» на стан) — що є конкретною причиною для використання певного лікування.

### Симптоми
Симптом — це те, що відчувається, наприклад біль або запаморочення. Ознаки та симптоми не заперечують один одного, наприклад, суб'єктивне відчуття гарячки можна помітити як ознаку за допомогою термометра, який свідчить про високі показники.

### Основні ознаки та симптоми
Основні ознаки та симптоми є специфічними навіть до патогномонічних ознак. Кардинальна ознака або кардинальний симптом також може стосуватися основної ознаки або симптому захворювання. Аномальні рефлекси можуть свідчити про проблеми з нервовою системою. Ознаки та симптоми також застосовуються до фізіологічних станів поза контекстом захворювання, як, наприклад, коли йдеться про ознаки та симптоми вагітності або симптоми зневоднення. Іноді хвороба може протікати без будь-яких ознак чи симптомів, коли вона протікає безсимптомно. Розлад можна виявити за допомогою тестів, зокрема сканування. Інфекція може протікати безсимптомно, однак може передаватися.

### Ознаки проти симптомів
Ознаки відрізняються від симптомів. Ознакою розладу є те, що може спостерігати інший або можна виявити під час медичного огляду чи процедури. Як зазначено вище, наприклад, високий кров'яний тиск може бути помічений як ознака під час обстеження, для якого не було жодних симптомів. Симптом — це те, що відчуває людина, про що може повідомити, наприклад, головний біль або втома. Ознаки та симптоми можуть збігатися, наприклад носова кровотеча, котру людина сприймає як незвичний (симптом) і яку водночас спостерігають інші (ознака).
CDC перераховує різні захворювання за їхніми ознаками та симптомами, як-от кір, що передбачає високу температуру, кон'юнктивіт і кашель, а за кілька днів — висип від кору.

### Синдром
Ознаки та симптоми часто неспецифічні, але деякі поєднання можуть вказувати на певні діагнози, допомагаючи звузити коло проблем. Певний набір визначальних ознак і симптомів, котрі можуть бути пов'язані з певним розладом, відомий як синдром. У разі, коли основна причина відома, синдром називають, наприклад, синдромом Дауна та синдромом Нунана. Інші синдроми, як-от гострий коронарний синдром, можуть мати низку можливих причин.

### Продром
Багато захворювань мають продромальний період, де кілька початкових ознак і симптомів не можуть свідчити про наявність конкретної хвороби, і тільки поява притаманних цій хворобі проявів може вказати в діагностиці на неї. Наприклад, кір має початковий перебіг, який включає надривний кашель, гарячку та плями Копліка у роті. Більше половини прикладів мігрені мають продромальну фазу. Шизофренія має помітну продромальну стадію, як і деменція.

### Неспецифічні симптоми
Неспецифічні симптоми дуже загальні, отже, можуть бути пов'язані з широким розбігом захворювань. Іншими словами, вони не специфічні (не особливі) для жодного стану. Більшість ознак і симптомів є принаймні певною мірою неспецифічними, оскільки лише патогномонічні є високоспецифічними. Але деякі неспецифічні ознаки та симптоми особливо неспецифічні та особливо поширені. Вони також відомі як конституційні симптоми, коли вони впливають на відчуття добробуту. Вони охоплюють незрозумілу втрату ваги, головний біль, біль, втому, втрату апетиту, нічну пітливість і нездужання.

### Синдроми
На багато станів вказує група відомих ознак або ознак і симптомів. Це може бути група з трьох, відома як тріада: група з чотирьох, відома як тетрада, і група з п'яти, відома як петрада. Прикладом тріади є тріада Мельцера, яка представляє пурпуру у вигляді висипу, артралгії, болючих суглобів, і міалгії, болючих і слабких м'язів. Тріада Мельцера вказує на стан кріоглобулінемії. Хвороба Гентінгтона — це нейродегенеративне захворювання, яке відзначається тріадою моторних, когнітивних і психіатричних ознак і симптомів. Велика кількість цих груп, котрі можуть бути притаманними певному захворюванню, відомі як синдром. Наприклад, синдром Нунана має діагностичний набір неповторних особливостей обличчя та кістково-м'язового апарату. Деякі синдроми, як-от нефротичний синдром, можуть мати низку основних причин, які пов'язані із захворюваннями, що вражають нирки.